# Lotus 55
Der Lotus 55 war ein Formel-3-Rennwagen, der 1968 als Einzelstück vom britischen Motorsportteam Lotus eingesetzt wurde.
Der Lotus 55 basierte auf dem Lotus 41X, der 1967 als Einzelstück gebaut wurde. Der Wagen hatte eine extreme Keilform und wurde 1968 von John Miles gefahren.
Miles errang mit dem wendigen Wagen einige Siege in der britischen Formel-3-Meisterschaft und im FIA-Formel-3-Europa-Nationen-Cup.
Der Wagen wurde analog zu den Formel-1-Fahrzeugen in den Farben des Sponsors Gold Leaf lackiert.